# War Child
War Child é uma instituição beneficente fundada pelos produtores britânicos Bill Leeson e David Wilson em 1993, com o ideal de ajudar crianças carentes em áreas de conflito. Chocados com a situação das crianças, os dois resolveram usar seus filmes e entretenimento como modo de arrecadar dinheiro para serem doados a áreas de assistência na Iugoslávia.

## Atuação
O War Child atua em países como Reino Unido, Países Baixos e Canadá.

## Young Soul Rebels
O "Young Soul Rebels" (em português Rebeldes de alma jovem) é um grupo musical criado pela War Child do Reino Unido, que lançaram um single chamado "I Got Soul" para arrecadar dinheiro, a música é um remake da música All These Things That I've Done do primeiro disco da banda de rock americana The Killers. O grupo consiste em cantores e grupos como: N-Dubz, Pixie Lott, Tinchy Stryder, Frankmusik, V V Brown, Kid British, Chipmunk, MPHO, Ironik, Bashy, London Community Gospel Choir, McLean, Egypt e Domino Go.